# Paul Johner
Paul Johner (Zurigo, 10 settembre 1887 – Berlino, 25 ottobre 1938) è stato uno scacchista svizzero.
Vinse sei volte il campionato svizzero: nel 1907 (ex aequo), 1908 (ex aequo), 1925, 1928 (ex aequo), 1930 e 1932 (ex aequo). 

## Principali risultati
- 1906:   2º a New York davanti a Marshall, Hanham e altri
- 1914:   =5º con Réti nel torneo dei gambetti di Baden-Baden
- 1916:   1º nel torneo nordico di Copenaghen
- 1917:   1º a Berlino, alla pari con Walter John
- 1920:   1º a Göteborg, davanti a Euwe, Ernst Grünfeld e Sämisch
- 1923:   =1º con Spielmann nel torneo di Scheveningen 1923
- 1923:   1º a Trieste, davanti a Canal, Yates e Tarrasch
- 1924:   1º nel quadrangolare di Berlino, davanti a Rubinstein, Teichmann e Mieses; 2º a Copenaghen dietro a Nimzovich
- 1925:   2º a Debrecen, alla pari con Tartakower

Era fratello maggiore di Hans Johner.